# گالینا (داکوتای جنوبی)
گالینا (به انگلیسی: Galena) یک منطقهٔ مسکونی در ایالات متحده آمریکا است که در شهرستان لارنس، داکوتای جنوبی واقع شده‌است. گالینا ۱٬۴۶۰٫۰۱ متر بالاتر از سطح دریا قرار دارد.